# Satyrium volkensii
Satyrium volkensii är en orkidéart som beskrevs av Rudolf Schlechter. Satyrium volkensii ingår i släktet Satyrium och familjen orkidéer. Inga underarter finns listade i Catalogue of Life.